# Basen Biegun Południowy – Aitken
Basen Biegun Południowy – Aitken – basen uderzeniowy na Księżycu, o średnicy 2500 km i głębokości 13 km. Jest to nie tylko największy znany krater księżycowy, ale i jeden z największych w całym Układzie Słonecznym. Nazwa basenu pochodzi od dwóch punktów po jego przeciwległych stronach: krateru Aitken i księżycowego bieguna południowego.
Fragmenty obrzeża tego basenu bywają widoczne z Ziemi, przy południowej krawędzi tarczy Księżyca, przy sprzyjającej libracji. Były one dawniej uznawane za ogromny łańcuch górski, zwany „górami Leibnitza” (łac. Montes Leibnitz); po sporządzeniu map  odwrotnej strony księżyca stwierdzono jednak, że wzniesienia te nie tworzą łańcucha górskiego i nazwa została wycofana z oficjalnej nomenklatury Międzynarodowej Unii Astronomicznej. Na północy i północnym wschodzie od basenu znajduje się rozległa wyżyna, utworzona zapewne przez materiał skalny wyrzucony przy powstaniu krateru.
W odróżnieniu od innych basenów uderzeniowych na Księżycu, basen Biegun Południowy – Aitken nie jest wypełniony ciemną lawą bazaltową. Na jego obszarze nie powstało morze księżycowe; tylko lokalnie występują pokrywy ciemnych law bazaltowych, jak Mare Ingenii.

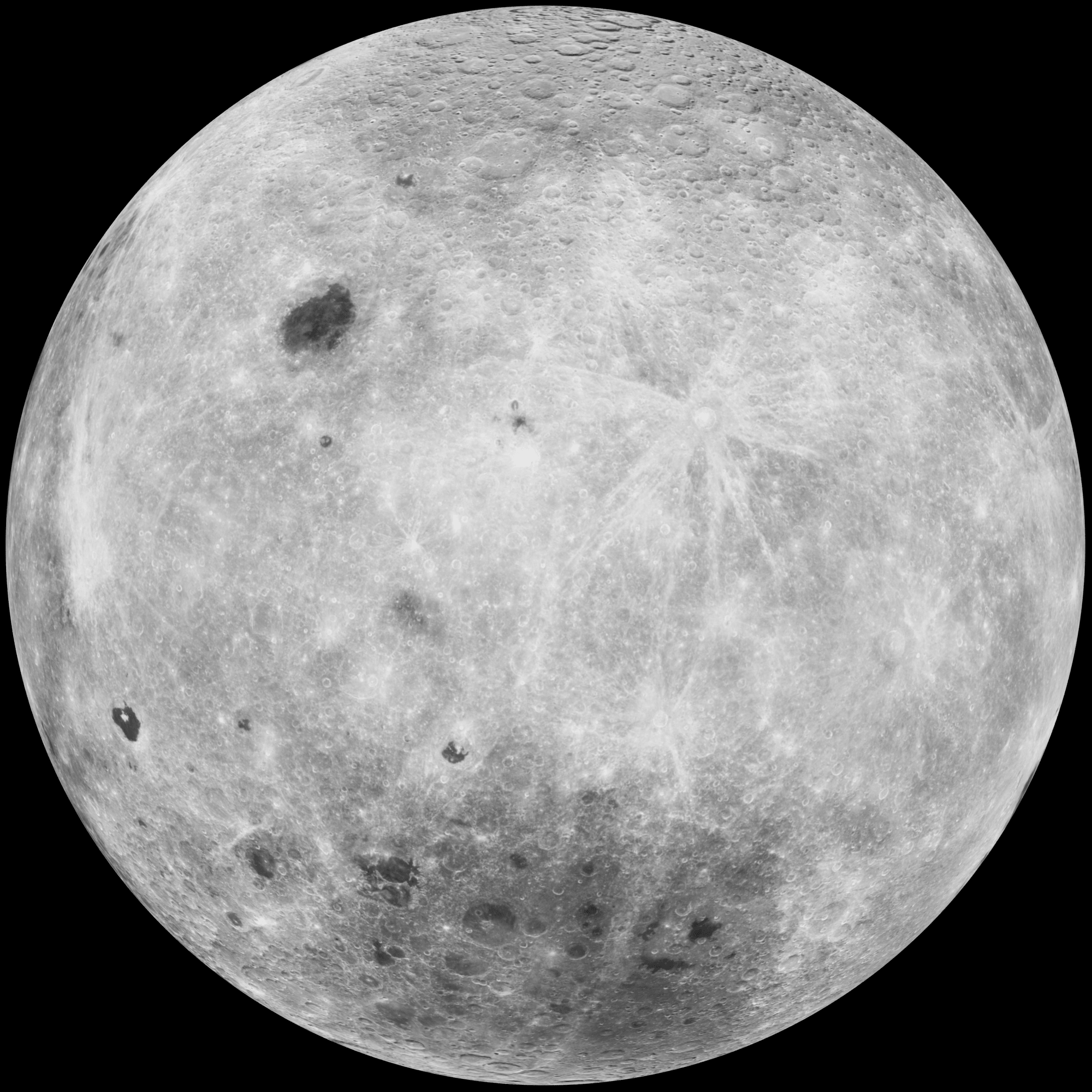
Niewidoczna strona Księżyca. Basen Biegun Południowy – Aitken to ciemniejszy obszar w dolnej części obrazu.